# Хануман
Ханума́н (санскр. हनुमान्, IAST: Hanumān, «имеющий (разбитую) челюсть») — в индуизме — обезьяноподобное божество, сын бога ветра Ваю и апсары Пунджисталы. Один из главных героев «Рамаяны», предводитель одного из войск ванаров, также друг Рамы и Ситы. В шиваизме считается одной из аватар Шивы.

## Рождение
Мать Ханумана находилась в то время под действием проклятия, обратившего её в ванару, носила имя Анджана (отсюда одно из имен Ханумана — Анджанея) и была женой Кешари, могущественного воина из расы ванаров. Однажды, когда она гуляла в горах, её увидел пролетавший мимо бог ветра Ваю и был сражён её красотой. Ваю овладел Анджаной. Так на свет появился Хануман и отсюда его первое имя — Марути (сын ветра).

## Детство
Хануман унаследовал от своего отца божественные способности к полёту, быстрому перемещению, а также невероятную силу. Вскоре после своего рождения он, увидев Солнце, решил, что это фрукт и попытался его съесть. Это увидел Индра и метнул в Ханумана свою ваджру, сломав ему челюсть. Хануман без сознания упал на землю. Расстроенный Ваю взял сына и за такую несправедливость начал выкачивать весь воздух с планеты. Вскоре всё живое в мире стало задыхаться и Индра вместе с могущественными богами решили умиротворить Ваю, и Брахма исцелил Ханумана, дав защиту от любого вида оружия. После этого случая Хануман и обрёл своё имя.
Узнав, что бог солнца Сурья — известный учитель, Хануман увеличился в размерах, чтобы достичь небесного пути Сурьи, и попросил того взять его в ученики. Сурья отказал, сказав, что должен освещать мир и не может покидать свою колесницу. Тогда Хануман ещё увеличился в размерах, поставил одну ногу на западную границу мира, а другую на восточную, что позволило ему все время быть рядом с колесницей, и ещё раз обратился к Сурье с просьбой об ученичестве. Удивлённый бог солнца согласился и передал Хануману свои знания.
Хануман рос большим озорником и частенько подшучивал над отшельниками в горах, утаскивая у них вещи и предметы культа. Раздражённые мудрецы наложили на него проклятие — и он забыл о своих сверхспособностях и вспоминал только тогда, когда становилось необходимо помочь другим. Также Хануман был способен понимать язык птиц, что впоследствии помогло ему освободить Раму и Лакшману из подземного мира и сразить Махиравану.

## Хануман в «Рамаяне»
Находясь в изгнании, Рама обратился к ванарам за помощью в поисках Ситы, похищенной повелителем ракшасов Раваной. Когда группа, отправленная на поиски, достигла южного океанского побережья, все ванары, увидев бескрайний океан, отказались идти дальше, сославшись на неумение прыгать через воду. Коронованный принц Ангада собрал ванаров вокруг себя, начав поиски того, кто одним махом перепрыгнет океан (100 йоджан). Выбор пал на Ханумана. Когда ванары начали восхвалять его силу и могущество, Хануман вспомнил о своих сверхспособностях.

## Полёт через океан
Хануман сосредоточил свой взор на запечатлённом в его сердце облике Рамы, увеличился в размерах и одним прыжком отправился в полёт через океан. Гора, на которой он стоял, слегка погрузилась в море. Подводный пик Майнака всплыл, предложив Хануману передохнуть на нём, но тот, не откладывая, продолжал лететь дальше. Путь ему преградили змей-демон Сураса и великанша Симхика, но Хануман одолел их и попал на Ланку.

## В городе
Прибыв на Ланку, Хануман превратился в маленькую обезьянку и ударом поверг злую ракшаси Ланкини, напавшую на него. И она вспомнила о том, что символом крушения Раваны станет обезьянка, повергшая стража ворот своим ударом. В поисках Ситы Хануман случайно обнаружил дом, похожий на храм Хари (Вишну), чьим человеческим воплощением был Рама. Хозяина дома звали Вибхишана — он был практически единственным почитателем Хари на Ланке, но не потерял свою веру и помог Хануману, сказав, что Сита томится в «Ашоковом саду» (Ашок Ватика). И Хануман поспешил туда.
После встречи с Ситой, Хануман решил наказать Равану за его проделки и за страдания Ситы. В ашоковом саду, куда Хануман пошёл полакомиться фруктами, на него напала армия сына Раваны Мегханадхи по прозвищу Индраджит. Он собрался поймать Ханумана, метнув волшебное копьё — «Стрелу Брахмы» (Брахмастра). И хотя Брахма даровал Хануману неуязвимость от своих стрел, тот позволил себя пленить, чтобы встретиться лицом к лицу с Раваной, усмирить его гнев и узнать о силах, которыми он располагает.
В наказание Равана приказал поджечь Хануману хвост, обмотав его тряпками и облив маслом для светильников. Когда палачи попытались обернуть хвост тряпками и поджечь, Хануман начал его удлинять, приведя тем самым палачей в замешательство. Затем он всё-таки позволил им поджечь свой хвост и устроил большой пожар на острове, поджигая все дома, кроме того, где спал Кумбхакарна (потому что жена Кумбхакарны взмолилась о пощаде) и жилища Вибхишаны (в знак почтения Вишну). Попрощавшись с Ситой, Хануман взял у неё гребешок, вернулся с ним к Раме и сказал, что необходимо освободить Ситу в течение месяца.

## Холм с лечебными травами
На поле битвы Лакшмана был ранен орудием Шакти, выпущенным Мегандой, но поднять его тело смог только Хануман, который затем перенёс его в лагерь Рамы. Чтобы излечить Лакшмана, Джамбаван (предводитель воинства медведей) посоветовал разыскать целителя Сушену с Ланки. Тот, в свою очередь, назвал гору, на которой росли лечебные травы, способные исцелить Лакшмана. На пути к горе Хануман присел отдохнуть у озерца. Увидев неподалёку мудреца, практикующего джапу и повторяющего «Рама! Рама!», Хануман несказанно обрадовался. Окунувшись в озеро, он дотронулся до крокодила, который тут же превратился в светящееся существо, рассказавшее, что он и Каланеми — небесные музыканты, подвергшиеся проклятию, а мудрец неподалёку — вовсе не мудрец, а на самом деле ракшаса. Хануман расправился с перевоплотившимся мудрецом, освободив тем самым души Каланеми и крокодила, как гласило пророчество Дурвасы.
Хануман нашёл горный холм Сандживи, но времени на разыскивание целебной травы не было, поэтому он оторвал от земли весь холм и на своей ладони перенёс его в лагерь ванаров.

## Подземный мир
Однажды во время войны Махиравана, единственный оставшийся сын Раваны, пленил Раму и его брата Лакшману и заточил их в своём дворце в Патале (подземном мире). Хануман отправился на поиски друзей и, найдя их, обнаружил, что для победы над Махираваной нужно задуть разом пять ламп. Хануман принял облик пятиликого Панчамукхи (санскр. पञ्चमुख, панча — пять, мукха — лицо) с лицами Варахи, Нарасимхи, Гаруды, Хаягривы и своим собственным. Задув лампы, он убил Махиравану и освободил Раму и Лакшману.

## После войны
После войны, процарствовав несколько лет, Рама решил покинуть земной мир и удалиться на небеса. Многие из его окружения решили последовать за ним, даже некоторые ванары, в числе которых был Сугрива. Однако Хануман не захотел покидать землю и испросил позволения оставаться на Земле, пока люди чтят имя Рамы. Сита одобрила это решение и распорядилась установить изображения Ханумана в людных местах, чтобы он мог слышать восхваления в адрес Рамы. Так Хануман стал одним из семи индуистских бессмертных.
Хануман участвует и в событиях Махабхараты. Один из братьев пандавов, Бхима, пребывая в изгнании, встречает в лесу Ханумана и не может даже приподнять хвост, которым тот преградил ему дорогу. Хануман объявляет Бхиме, что он — его брат (Бхима — тоже сын Ваю) и возвещает ему учение о четырёх Югах и об обязанностях четырёх варн.

## Культ Ханумана
Культ Ханумана — один из самых популярных в индуизме. Его чтят как наставника в науках и покровителя деревенской жизни. Из Индии культ Ханумана (и обезьян вообще) распространился на всю Юго-Восточную Азию, вплоть до Китая, где, как считается, повлиял на мифы о Сунь Укуне.
Индийский поэт и философ Тулсидас написал поэму-восхваление Ханумана Хануман-чалиса. Она пользуется огромной популярностью как среди представителей вайшнавской школы рамаитов, так и вообще среди индусов — многие читают её как ежедневную молитву по нескольку раз в день.